# Aizoon virgatum
Aizoon virgatum är en isörtsväxtart som beskrevs av Friedrich Welwitsch och Oliver. Aizoon virgatum ingår i släktet Aizoon och familjen isörtsväxter. Inga underarter finns listade i Catalogue of Life.